# King Chimera
King Chimera è un supereroe immaginario dell'Universo DC, un membro della squadra di supereroi Justice Society of America. Comparve per la prima volta in Justice Society of America vol. 3 n. 24 (aprile 2009), e fu creato da Matthew Sturges e Fernando Pasarin.
King mantenne un'identità misteriosa fino al suo debutto, in quanto molto poco si sa del suo passato, tanto che il suo vero nome non è ancora stato rivelato. Le poche cose che si sanno di lui sono che è turco, afferma di essere il figlio di "King" Standish, e che la sua ex-amante, Namita, sua madre e altri a lui cari sono deceduti.

## Storia di pubblicazione
La prima vera breve comparsa di King Chimera avvenne in Justice Society of America vol. 3 n. 24 ad inizio 2009, creato da Matthew Sturges e Fernando Pasarin. Non ricomparve fino al n. 29, quando divenne un personaggio principale della serie. Comparve in altri quattro numeri per poi passare alla serie JSA All-Stars. Durante lo spostamento, fece una brevissima comparsa in Justice Society of America 80-Page Giant n. 1.
Quindi, divenne un membro frequente della serie JSA All-Stars, comparendo in ogni singolo numero. All'inizio della serie JSA All-Stars fu pubblicato Justice Society of America Annual n. 2 e King Chimera comparve anche lì. Verso la fine del 2010, comparve nel 19° numero del secondo volume della serie Power Girl. King comparve infine nel 18° numero di JSA All-Stars, ultimo numero della serie.

### Creazione e concetto
Newsarama tenne un'intervista con Matthew Sturges, scrittore di JSA All-Stars, per discutere della serie. Lo scrittore parlò brevemente del personaggio e di come volesse reinventarlo come figlio di "King" Standish. Riguardo a Standish, Sturges disse "Lo vedi solo mascherato. E così, con questo nuovo King Chimera, è un po' più metaforico di questo. Mi limiterò a lasciarlo a questo".
In un'altra intervista con Newsarama, Sturges disse "King Chimera è un nuovo personaggio che in qualche modo amplifica l'atteggiamento, anche se lui è un caso estremo". Sturges disse anche che King vuole diventare "l'eroe più efficace possibile e farà di tutto per raggiungere l'obiettivo". Menzionò anche che King voleva "essere addestrato al meglio possibile, e prendere quell'addestramento e utilizzarlo efficacemente contro i cattivi".

## Biografia del personaggio
Nella storia Origins and Omen, Flash fece visita a King Chimera a Roma, in cui egli disse che conosceva suo padre e che era giunto a parlargli della Justice Society of America. King rispose "Bene, era ora". King ricomparve poi come compagno di stanza di Billy Armstrong quando entrambi furono ammessi nella JSA. King dimostrò il potere di creare illusioni, spiegando che suo padre, "King" Standish, era un maestro del travestimento. Volendo perfezionare l'arte dell'illusione, Standish si incontrò con un membro di un ordine segreto su un'isola distante e che gli adepti di quest'ordine possedevano il potere di piegare la luce e il suono così da creare delle illusioni. King menzionò che anche sua madre era in grado di possedere questo dono.
Mentre la JSA era in battaglia, Billy e Mr. Terrific rimasero nel quartier generale in Brownstone, dove Billy si recò dall'eroe e lo accoltellò alla schiena. La JSA interrogò Billy, che affermò di non ricordare nulla e che era del tutto ignaro della situazione. King fu quindi accusato al suo posto di aver fatto attaccare Mr. Terrific da Billy sotto presunto controllo mentale dopo che la JSA visionò le registrazioni del circuito di sicurezza in cui Billy veniva mostrato mentre tentava di resistere all'attacco. Tuttavia, Fu rivelato che King era innocente e che Billy era in realtà un sociopatico di nome Jeremy Karne, infiltrato nella JSA al fine di rapire Obsidian. Accoltellò Mr. Terrific perché non potesse capire chi fosse in realtà.

### JSA All-Stars
King finì per entrare nella JSA All-Stars quando la Justice Society decise di dividersi in due dopo l'infiltrazione di Jeremy. Il suo cambiamento nella squadra mostrò subito dei cambiamenti nella sua personalità e successivamente rivelò alcuni aspetti del suo passato che non furono mai rivelati nella sua prima comparsa in Justice Society of America.
Giocò un ruolo ausiliario quando la All-Stars dovette affrontare di nuovo Johnny Sorrow e la sua Società dell'Ingiustizia, che resuscitò il Re delle Lacrime, una bestia mostruosa. Johnny finì quasi per uccidere King mostrandogli il suo volto, ma l'eroe fu salvato dalla morte da Anna Fortune. Quando la squadra andò nei Regni Sottili per salvare Stargirl da Johnny, che era stato tramutato in un umano, King gli mostrò un'illusione del suo viso, che lo ferì gravemente. La squadra riuscì a salvarsi ritornando alla propria base dopo aver salvato Stargirl e aver distrutto il Re delle Lacrime.
King aiutò poi Judomaster, in lutto la morte di Damage, creando un'illusione di un messaggio di addio di Damage scritto prima della sua morte, che l'eroina non aveva mai terminato di sentire in precedenza. Questo fece sì che Judomaster non mettesse in atto il suo piano di uccidere l'assassino di suo padre, Tiger, ma lo sconfisse e lo diede in mano alle autorità.

### Passato rivelato
Anche se il pieno passato e le origini di King sono un completo mistero, furono rivelati alcuni brandelli del suo passato. Durante una missione a Parador, quando Cyclone fu gravemente ferita, Anna trasportò King ad un ospedale su scelta di King, che si trovava ad Ankara, in Turchia. Mentre Cyclone riposava, fu rivelato da Namita, un'illusione della sua ex amante ora deceduta creata da King, che questa morì nello stesso ospedale in cui si trovavano in quel momento, e per colpa di King. Namita rivelò che anche la madre di King, i monaci e i paesani, erano tutti morti per colpa di King. Quindi, Cyclone si risvegliò, rendendosi conto che si sentiva meglio e che le sue ferite erano già guarite.
King e Cyclone furono visti aiutare il resto della squadra a Los Angeles a combattere gli dei Paradorani. Brainwave, che stava aiutando la All-Stars, disse alla squadra che ognuno di loro doveva lasciare andare qualcosa dal proprio passato al fine di risvegliare il potere degli dei. King fu costretto a lasciare andare Namita, dicendo che non poteva continuare ad amare un fantasma. La All-Stars vinse la battaglia e King fece ammenda a Cyclone, in quanto aveva precedentemente rigettato ogni attrazione verso ognuno di loro prima della missione a Parador. Più avanti, dopo aver terminato una pericolosa missione nello spazio, King confermò i suoi sentimenti verso Cyclone baciandola.
Anche se Namita affermò che era dovuto alla "presunzione e all'arroganza" di King, era ignoto cosa fece per causare le morti di Namita, di sua madre, dei paesani e dei monaci.

### Caratterizzazione
King Chimera fu descritto come un arrogante, egoista e classico "so-tutto-io" durante la sua permanenza in Justice Society of America. King era impaziente, spiritoso e pronto a ritornare sui suoi passi, anche se non veniva insultato per primo. Pensava di s* stesso di essere vicino alla perfezione e di essere al di sopra di chiunque. A causa di questo atteggiamento, King non era ben visto dai suoi compagni. Tuttavia, a King sembrava non importare, in quanto affermò di non trovarsi nella JSA per farsi degli amici.
Pochi mesi dopo, sempre nelle sue prime comparse, il comportamento di King cominciò a cambiare lentamente nella serie JSA All-Stars, cominciando questo cambiamento poco dopo la sua esperienza vicina alla morte battendosi contro Johnny Sorrow. Cominciò a passare dal suo atteggiamento da duro a quello di un compagno di squadra da rispettare. Cominciò anche a mostrare più rispetto ai suoi compagni di squadra aiutandoli di più con i loro problemi, in particolare con Judomaster mentre era in preda al lutto per la scomparsa di Damage. Anche se King affermò in precedenza che non era nella squadra per farsi degli amici, Cyclone divenne la sua prima e più cara amica nella squadra. Anche se il comportamento di King era cambiato, mostrava comunque dei segni di orgoglio, ma solo verso i suoi nemici.

### Descrizione
Nel corso delle sue comparse, King indossò un vestito nero, con una giacca a doppio petto. Indossò un farfallino nero, guanti bianchi, e scarpe nere di pelle. Era solito indossare un fazzoletto da cerimonia dorato con volte a tre punti, ma nella serie JSA All-Stars, fu sostituito da un medaglione dorato. Quando Hourman una volta gli chiese perché indossava un vestito, King creò un'illusione di sé in un costume di spandex, dicendo "Vedi quanto sembrerei ridicolo?".

## Poteri e abilità
A King Chimera fu insegnato da sua madre e/o suo padre a piegare la luce e il suono al fine di creare illusioni. King spiegò a Sanderson Hawkins|Sand che il suo potere era fatto per evocare qualunque cosa avesse visto o udito in una chimera; il suo potere era quello di sviare i suoi nemici così che si sconfiggessero da soli. King può anche manipolare i raggi-x, quando fece un'illusioni in cui divenne invisibile e Power Girl non riuscì a vederlo, anche con la sua vista a raggi-x. King possiede un intelletto a livello geniale, una forte memoria eidetica, sensi altamente addestrati e può perfettamente accedere ad ogni singola informazione racchiusa nel suo cervello. È un abile combattente, specializzato nel corpo a corpo, tuttavia l'unica mossa da lui utilizzata contro i suoi nemici, quando non usa le sue illusioni è quella di capovolgerli. Una volta, Sand gli chiese perché non avesse mai colpito qualcuno. King rispose "Ho le mie ragioni".